# فرد لوكاس (لاعب الرغبي)
فرد لوكاس (بالإنجليزية: Fred Lucas)‏ هو لاعب الرغبي ‏ نيوزيلندي، ولد في 30 يناير 1902 في أوكلاند في نيوزيلندا، وتوفي في 17 سبتمبر 1957.

## وصلات خارجية
- فرد لوكاس عل موقع إسبنسكروم (الإنجليزية)